# Cá hổ
Cá hổ (tên tiếng Anh: Tigerfish) là tên gọi chỉ chung thường dùng cho nhiều loài cá cùng loại. Do kiểu săn mồi và những đặc điểm hoàn toàn khác biệt với các loài cá khác, nó được gọi là tigerfish có nghĩa là cá hổ, xuất phát từ tên của loài hổ (Panthera tigris). Tigerfish cũng là các loài cá hung dữ sống ở miền nam châu Phi thuộc về họ Alestidae. Loài cá tigerfish lớn nhất là Hydrocynus goliath, trong khi loài cá thường phát hiện nhất ở Đông Nam Á là các loài trong phân họ Datnioididae. Ban đầu chúng được gọi là tigre del rio: những con hổ của dòng sông, trong đó thuật ngữ tigre có thể chỉ đến bất cứ loài săn mồi họ mèo nào.

## Đặc điểm

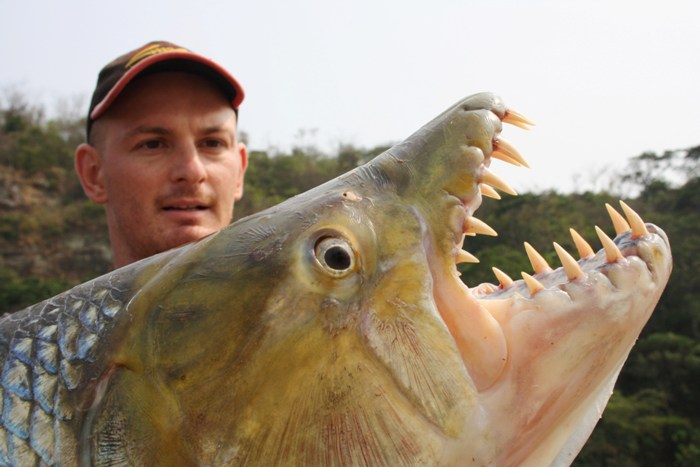
Hàm răng của một con cá hổ Congo

Cá hổ di chuyển như một quà ngư lôi và chiến đấu giống máy bay trực thăng. Đó là lý do nó có tên cá hổ. Hình dạng cơ thể bên ngoài tạo cho loài cá này di chuyển với tốc độ rất cao. Một đặc điểm nữa là hàm răng của nó. Răng nó có thể cắt mọi thứ. Hai hàm răng của nó khớp vào nhau khi nó ăn mồi. Nói một cách đơn giản, nó giống như kiểu ổ và chìa khóa.
Goliath tigerfish (Hydrocynus goliath) và cá hổ phía nam châu Phi là những loài cá hổ nổi tiếng nhất thế giới. Chiến thuật săn mồi hung hãn làm cho cá hổ trở thành một con cá đặc biệt. Hàm răng sắc như dao cạo làm cho chúng nguy hiểm hơn và có thể tấn công cá lớn. Một trong những biệt danh của cá hổ là "cá piranha của Nam Mỹ". Chúng tấn công cá lớn ngay lập tức khi chúng nhận được tín hiệu từ cơ quan cảm nhận âm thanh.
Cơ quan cảm nhận âm thanh là một bộ phận cơ thể chứa đầy hơi làm cho chúng nhận diện được những sinh vật ở gần. Cá tigerfish rất lớn và có thể nặng đến 5 ký. Loài Goliath Tigerfish nặng khoảng 50 ký và dài 2 mét. Nó là một loài quái vật sông. Tigerfish có thể được phát hiện có nhiều màu khác nhau, thường có màu xám bạc. Một con cá tigerfish bình thường ở châu Phi có thể phù hợp với bể cá của bạn nhưng một con goliath tigerfish thì không, mặc dù nuôi cá này không phải là ý tốt.
Tigerfish là loài cá ăn thịt hàng đầu. Tấn công theo nhóm (giống cá piranha) là kiểu săn mồi của cá tigerfish châu Phi. Nhưng loài goliath tigerfish có thể tấn công một mình. Không dễ bắt tigerfish. Tốc độ cao của nó luôn tạo cho nó lợi thế so với con mồi. Khi câu nó bằng lưỡi câu, rất khó gỡ ra. Nó sẽ vùng vẫy cho tới chết. Không nên nuôi cá tigerfish với những con cá khác. Nó sẽ ăn những con cá đẹp. Nuôi nó trong bể riêng. Điều quan trọng là không nên xem nó là thú cưng. Nó sẽ cắn ngón tay.

## Ở châu Á
Một con cá tigerfish vàng to lớn bị bắt ngoài khơi bờ biển Quảng Đông phía nam Trung Hoa đã tạo ra tin tức nóng hổi khi trở thành con cá đắt nhất thế giới (thời điểm 2008). Con cá nặng 105 pound được một nhà hàng mua với giá 580.000 tệ (75.000 đô la). Xem xét giá thách ban đầu là 800.000 tệ (103.500 đô la) có thể nói là bạn mua món hời.
Tất nhiên người mua trả giá cao hơn gấp 3 lần so với thời điểm ba năm trước đó cho một con cá tigerfish tương tự. Tigerfish được gọi như vậy vì màu sắc, hình dáng đáng sợ và sự hung dữ khi bị bắt. Nhà hàng đang nói đến đặt tên con cá mua được của họ là Cá Tigerfish tiền vàng theo tiếng Trung Hoa. Họ bán con cá đắt đỏ nhất thế giới cho thực khách với giá khoảng 2.000 tệ một ký, tương đương 117 đô la một pound.